# کاراپبوس
کاراپبوس (به پرتغالی: Carapebus) یک منطقهٔ مسکونی در برزیل است که در ریو دو ژانیرو واقع شده‌است. کاراپبوس ۳۰۵٫۵۰۱ کیلومتر مربع مساحت و ۱۶٬۵۸۶ نفر جمعیت دارد و ۱۵ متر بالاتر از سطح دریا واقع شده‌است.